# Sổ tiết kiệm

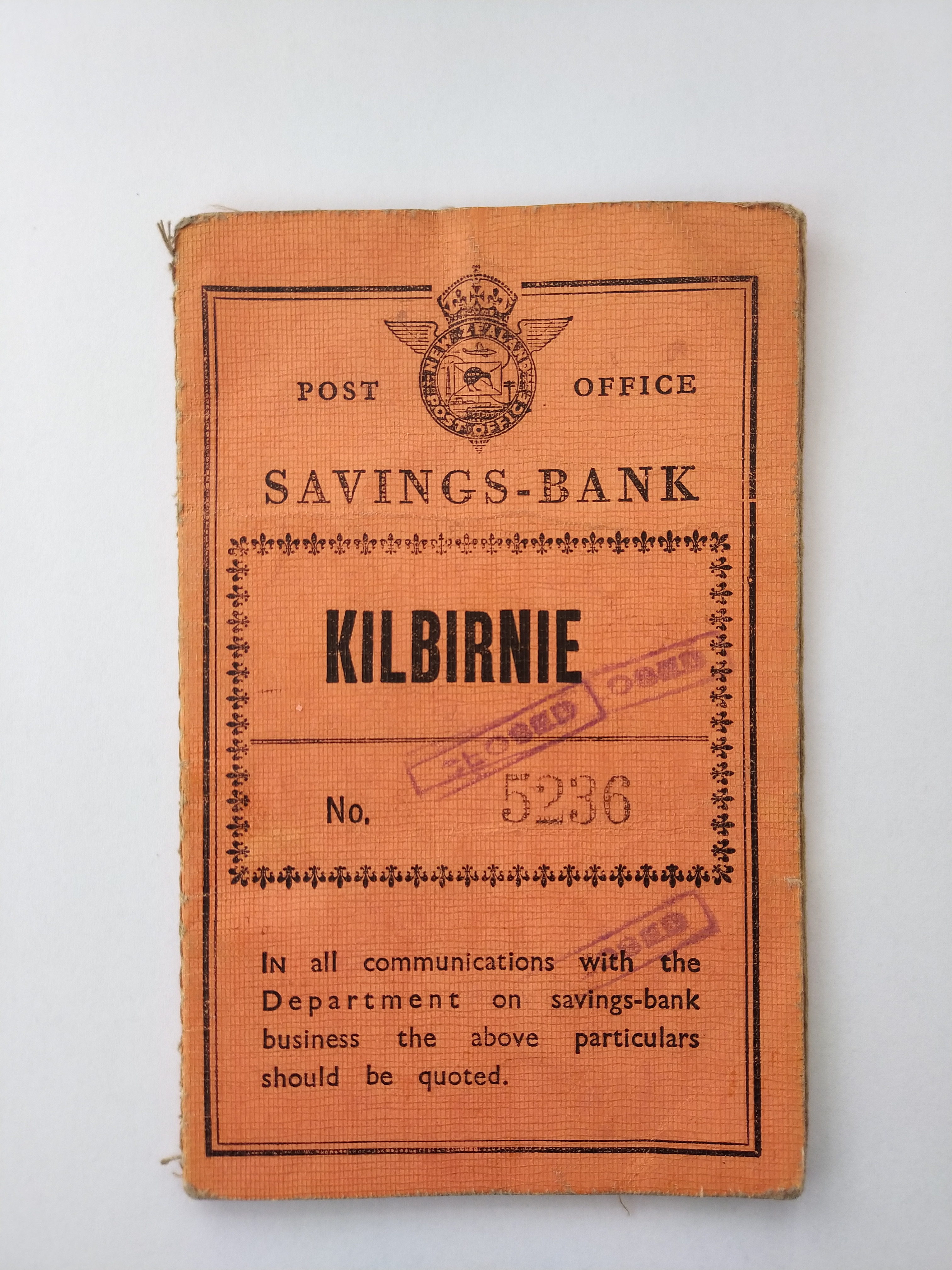
Bìa ngoài của một cuốn sổ tiết kiệm, sẽ hiển thị số sê-ri của cuốn sổ

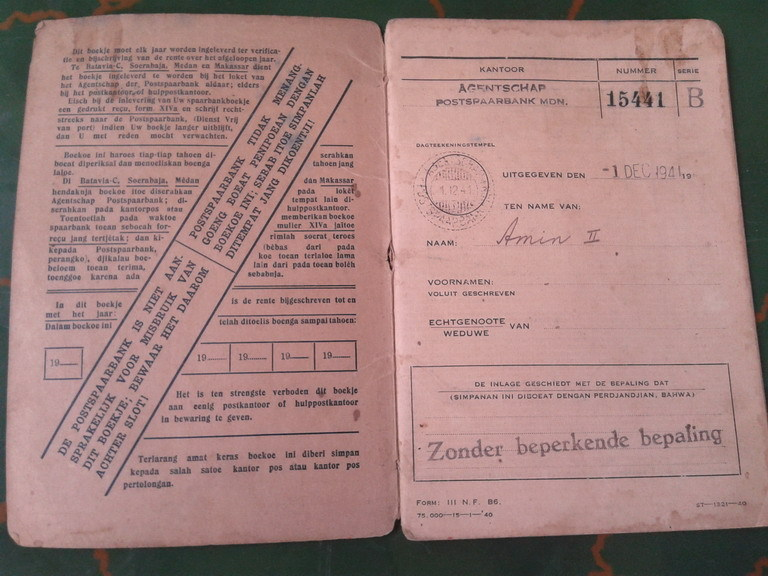
Mặt trong của một cuốn sổ tiết kiệm với các trang đầu tiên của cuốn sổ

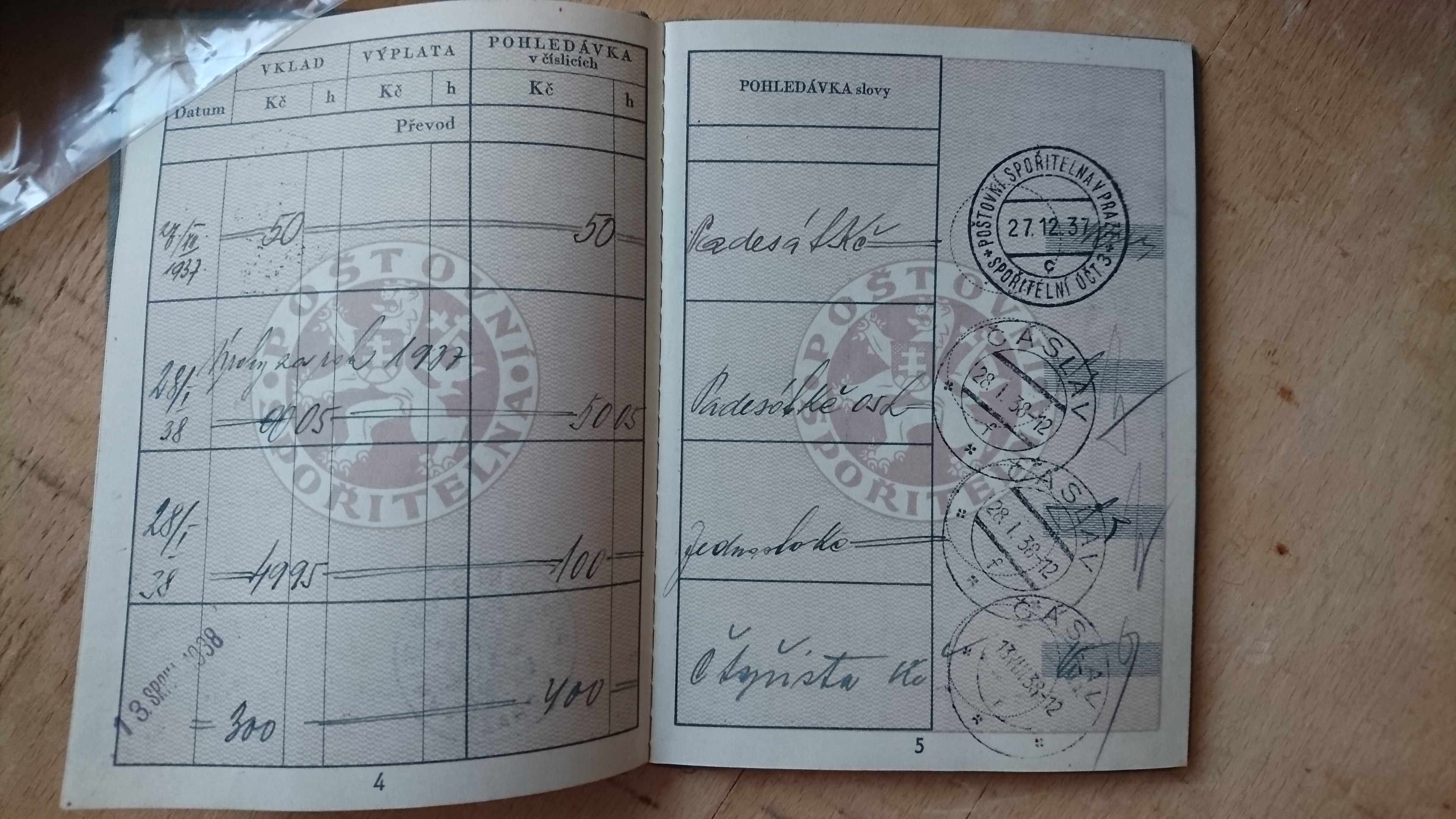
Lịch sử giao dịch được biên chép trong cuốn sổ tiết kiệm trong các trang tiếp theo

Sổ tiết kiệm (Passbook) hay Sổ tài khoản tiết kiệm hay Sổ ngân hàng (Bankbook) là cuốn sổ giấy dùng để ghi lại các giao dịch của ngân hàng trên tài khoản tiền gửi. Sổ tiết kiệm được hiểu là sổ gửi tiền tiết kiệm của người dân ở ngân hàng, trong sổ ghi rõ thông tin số tiền gửi ban đầu, lãi suất tiết kiệm và thời hạn gửi tiền. Theo truyền thống, sổ tiết kiệm được sử dụng cho các tài khoản có khối lượng giao dịch thấp, chẳng hạn như tài khoản tiết kiệm, cách thức thực hiện đơn giản chỉ là việc giao dịch viên ngân hàng sẽ viết ngày, số tiền giao dịch và số dư cập nhật và nhập tên viết tắt của mình bằng tay. Đối với những người cảm thấy không thoải mái với kiểu giao dịch hiện đại hay ngân hàng trực tuyến thì việc sử dụng sổ tiết kiệm là một giải pháp thay thế để có được hoạt động tài khoản trong thời gian thực mà không cần chờ sao kê. Nhiều người lựa chọn gửi tiết kiệm bằng cách mở sổ tại ngân hàng, thay vì mua vàng hoặc đầu tư đất, chứng khoán để vừa có tiền tiết kiệm lại tránh nhiều rủi ro.

## Đại cương
Sổ tiết kiệm xuất hiện vào thế kỷ XVIII, lần đầu tiên cho phép khách hàng nắm giữ thông tin giao dịch trong tay. Cho đến thời điểm đó, các giao dịch chỉ được ghi lại trong sổ cái tại ngân hàng nên khách hàng không có lịch sử gửi và rút tiền của mình. Sổ tiết kiệm có kích thước cở bằng hộ chiếu, đảm bảo rằng khách hàng có quyền kiểm soát thông tin của chính mình và được gọi là "sổ tiết kiệm" vì nó được sử dụng như một cách để nhận dạng chủ tài khoản mà không cần nhận dạng thêm. Nó cũng thường xuyên được lưu chuyển giữa ngân hàng và chủ tài khoản để cập nhật. Vào cuối thế kỷ XX, các loại máy in hoặc máy in phun nhỏ đã được giới thiệu có khả năng cập nhật sổ tiết kiệm một cách thuận tiện cho chủ tài khoản, tại máy rút tiền tự động hoặc máy in sổ tiết kiệm, ở chế độ tự phục vụ, qua đường bưu điện hoặc tại chi nhánh ngân hàng.
Hình thức sổ tiết kiệm là một trong những cách thức gửi, lưu giữ và rút tiền an toàn. Để nạp thêm tín dụng vào tài khoản bằng cách khách hàng (chủ tài khoản) đích thân mang tiền mặt đến ngân hàng, chủ tài khoản có thể điền vào một phiếu tín dụng hoặc phiếu gửi tiền nhỏ. Tổng giá trị tiền giấy và tiền xu được nhân viên (giao dịch viên) kiểm đếm và ghi vào phiếu, cùng với ngày tháng và tên người trả tiền. Tiền mặt và các chi tiết được nhân viên giao dịch tại ngân hàng kiểm đếm và kiểm tra, đối soát. Nếu mọi thứ đều ổn thì số tiền gửi sẽ được ghi có vào tài khoản, phiếu tín dụng sẽ được ngân hàng lưu giữ và sổ phiếu tín dụng được đóng dấu ghi ngày tháng rồi trả lại cho chủ tài khoản giữ. Chủ tài khoản sử dụng sổ tiết kiệm của mình để ghi lại lịch sử giao dịch với ngân hàng của mình. 
Việc rút tiền thường ngân hàng có quy định yêu cầu chủ tài khoản phải đến chi nhánh nơi giữ tài khoản, nơi sẽ chuẩn bị và ký tên vào phiếu ghi nợ (giấy ghi nợ) hoặc phiếu rút tiền, khách hàng phải tự chuẩn bị các giấy tờ tùy thân đặc biệt là chứng minh nhân dân để đối chiếu xác nhận. Nếu nhân viên giao dịch không biết chủ tài khoản thì chữ ký trên phiếu và cơ quan chức năng sẽ được đối chiếu với thẻ chữ ký tại chi nhánh trước khi chi tiền. Vào những năm 1980, các ngân hàng đã áp dụng hệ thống chữ ký bằng giấy than (black light signature system) cho sổ tiết kiệm, cho phép rút tiền từ sổ tiết kiệm tại một chi nhánh không phải là chi nhánh đã mở tài khoản, trừ khi có thỏa thuận trước để chuyển thẻ chữ ký sang chi nhánh khác. Theo hệ thống này, chủ sở hữu sổ tiết kiệm sẽ ký vào mặt sau sổ tiết kiệm bằng mực vô hình và cơ quan ký tên cũng sẽ được ghi chú. Tại chi nhánh thanh toán, chữ ký trên phiếu rút tiền sẽ được đối chiếu với chữ ký trong sổ và cần có đầu đọc tia cực tím đặc biệt để đọc ra.